# Mutatoderma brunneocontextum
Mutatoderma brunneocontextum är en svampart som beskrevs av C.E. Gómez 1976. Mutatoderma brunneocontextum ingår i släktet Mutatoderma och familjen Corticiaceae.   Inga underarter finns listade i Catalogue of Life.